# Pontarlier
Pontarlier és un municipi de França, situat al departament del Doubs i a la regió de la Borgonya - Franc Comtat.